# Birinci Nügədi
Birinci Nügədi è un comune dell'Azerbaigian situato nel distretto di Quba. Conta una popolazione di 6 866 abitanti.